# Pedro Meurice
Pedro Claro Meurice Estiú (* 23. Februar 1932 in San Luis, Kuba; † 21. Juli 2011 in Miami, USA) war römisch-katholischer Erzbischof von Santiago de Cuba.

## Leben
Meurice studierte Philosophie und Theologie an den Priesterseminaren in Virgen de la Caridad del Cobre und Havanna sowie am St. Thomas-von-Aquin-Seminar in Santo Domingo, Dominikanische Republik. Nach der Priesterweihe am 26. Juni 1955 studierte er Spiritualität bei Joaquín Goicoecheaundía am Priesterseminar in Vitoria in Spanien. Von 1955 bis 1958 absolvierte er ein Promotionsstudium in Kanonischem Recht an der Päpstlichen Universität Gregoriana in Rom. Nach verschiedenen Weiterbildungen in Frankreich und Belgien kehrte er nach Santiago de Cuba zurück und wurde Vize-Kanzler und Sekretär des Erzbischofs Enrique Pérez Serantes. 1963 wurde er zum Kanzler ernannt und 1966 Pfarrer von Vista Alegre in Santiago de Cuba.
Papst Paul VI. ernannte ihn 1967 zum Titularbischof von Teglata in Numidia und zum Weihbischof im Erzbistum Santiago de Cuba. Die Bischofsweihe in der Kathedrale von Santiago de Cuba spendete ihm Erzbischof Enrique Pérez Serantes; Mitkonsekratoren waren Adolfo Rodríguez Herrera, Bischof von Camagüey, und Alfredo Ignacio Llaguno Canals, Weihbischof in San Cristóbal de la Habana.
Nach dem Tod von Erzbischof Pérez Serantes am 18. April 1968 wurde er zum Generalvikar bestellt und am 25. Juni desselben Jahres von Papst Paul VI. zum Apostolischen Administrator von Santiago de Cuba ernannt.
Am 4. Juli 1970 erfolgte die Ernennung zum Erzbischof von Santiago de Cuba, in dem auch Kubas populärster Marienwallfahrtsort Virgen de la Caridad del Cobre liegt. Er war zudem 1980/81 Administrator des Erzbistums Havanna. 1998 war er Gastgeber eines Besuches von Papst Johannes Paul II.
Am 10. Februar 2007 nahm Papst Benedikt XVI. seinen altersbedingten Rücktritt an, sein Nachfolger wurde Dionisio Guillermo García Ibáñez. Pedro Meurice litt an Diabetes und verstarb in einer Klinik in Miami in den USA an einem Nierenversagen.

### Wirken
Erzbischof Pedro Meurice Estiú galt als eine Säule der kubanischen katholischen Kirche und war ein scharfer Kritiker des Regimes von Fidel Castro.
„Beim historischen Kuba-Besuch von Papst Johannes Paul II. griff er den damaligen Regierungschef Fidel Castro zu Beginn eines Gottesdienstes am 24. Januar 1998 öffentlich mit harten Worten an. In Gegenwart von Fidel Castros Bruder und späterem Nachfolger Raúl Castro erklärte Meurice, die Kubaner müssten „die falschen Messiasse entmystifizieren“, und beklagte eine Spaltung des Volkes durch das Exil. Nach dem Tod Johannes Pauls II. 2005 nahm Fidel Castro an einer von Meurice geleiteten Trauermesse in Havanna teil; dabei erklärte er, dem Erzbischof den Vorfall von damals nicht nachzutragen.“
Die öffentliche Kritik des Erzbischofs war insbesondere deshalb von besonderer Bedeutung, weil nicht nur die internationale Medienöffentlichkeit am Papstbesuch Anteil nahm, sondern der Gottesdienst vor allem auch vom kubanischen Fernsehen live übertragen wurde. Die Kubaner erlebten so landesweit zum ersten Mal seitdem Fidel Castro kurz nach der Revolution sämtliche Medien des Landes unter seine uneingeschränkte Kontrolle genommen hatte, wie ein Kubaner vor der gesamten Nation den Staatspräsidenten kritisierte. Die gleiche Gelegenheit bot sich Meurices Nachfolger García Ibáñez im März 2012, als er ebenfalls die Begrüßungsworte für Papst Benedikt XVI. zu Beginn dessen Gottesdienstes in Santiago de Cuba sprach: Als García Ibáñez während seiner Ansprache an die historischen Worte Meurices erinnerte, brach unter den über 200.000 Anwesenden spontan Applaus aus.